# Varahagiri Venkata Giri
Varahagiri Venkata Giri (10 de agosto de 1894 - 23 de junio de 1980), comúnmente conocido como V. V. Giri, abogado y político indio, fue el cuarto presidente de la República de la India (24 de agosto de 1969 - 23 de agosto de 1974).
Nació en una familia de habla telugú en la ciudad de Brahmapur (actualmente parte de Orissa). Su padre se llamaba Jogiah Pantulu. Estudió leyes en Dublín hasta que fue expulsado de Irlanda en 1916 por sus relaciones con el Sinn Féin. Después de un tiempo practicando el derecho laboral, comenzó su carrera política como fundador del Congreso de Sindicatos de su país. 
En 1952 fue elegido diputado. Hizo su carrera al mando de Indira Gandhi, con la que fue ministro de Trabajo entre 1952 y 1954. Fue gobernador de varios estados: Uttar Pradesh (1956-1960), Kerala (1961-1965) y Mysore (1965-1967). Desempeñó la presidencia del partido entre 1967 y 1969. En este último año fue elegido presidente de la India, cargo que desempeñó hasta 1974.

## Distinciones honoríficas
- Medalla conmemorativa del 2.500 Aniversario del Imperio de Irán (Imperio de Irán, 14/10/1971).[2]
- Medalla conmemorativa de la Coronación del Rey Jigme Singye Wangchuck (Reino de Bután, 02/06/1974).[3]
- Bharat Ratna (República de la India, 1975).[1]